# Jävrebodarna
Jävrebodarna is een gehucht binnen de Zweedse gemeente Piteå. Het is de meest zuidelijk gelegen woonplaats van zowel Norrbottens län als van Norrbotten. De Europese weg 4 schimpt het dorp, dat uit twee kernen bestaat: Nörd-Jävrebodarna (grootste) en Sör-Jävrebodarna. De bewoning is zo verspreid dat het niet voorkomt op de lijst van Zweedse småorts.
Jävrebodarna betekent (boeren-)schuur bij Jävre en zo is het dorp ontstaan. In 1860 woonden er zeven gezinnen; in 1900 ongeveer 18; de gezinnen waren toen nog kinderrijk. Van 1880 tot 1945 was er een school gevestijd. Daarna ging de bevolking in aantal achteruit. Het bos neemt de akkers weer over. Momenteel leeft men van toerisme in de hoedanigheid van vakantiehuisjes langs het strand en visserij op kleine schaal.
Bestuurscentrum: Piteå
Tätort: Bergsviken · Blåsmark · Böle · Hemmingsmark · Hortlax · Jävre · Lillpite · Norrfjärden · Roknäs · Rosvik · Sikfors · Sjulsmark · Svensbyn. 
Småort: Arnemark · Bertnäs · Bertnäs · Edet  · Grundvik · Holmträsk · Koler · Kopparnäs · Långträsk · Maran en Skatan · Näsudden en Berget · Nybyn · Ön · Pålberget · Pite havsbad · Storsund · Svedjan en Träsket · Liden · (Yttrefjärd östra strandbad)
Overig: Borgfors · Flötuträsk · Granträskmark · Gråträsk · Högsböle · Högsböleskiftet · (Infjärden) · Jävrebodarna · Klubbfors · Kvarnbäcken · Långnäs · Munksund · Pitsund · Sjulnäs